# Клейн Борис Гершович
Борис Гершович (Григорійович) Клейн (14 вересня 1918 — 20 травня 2009, Лонгмедоу, Массачусетс, США) — відомий український радянський архітектор єврейського походження.

## Біографія
Народився 14 вересня 1918 року. Брав участь у Другій світовій війні. Після демобілізації закінчив архітектурний факультет ХІСІ (1947). Працював в інституті «Харківпроєкт».
У післявоєнний період брав участь у реконструкції саду Шевченка. В 1961 був архітектором реконструкції Ветеринарного інституту в Палац Піонерів, а в 1961–1964 займався реконструкцією Харківського Драматичного театру.
Нагороджений орденами та медалями СРСР. Помер 20 травня 2009 року в місті Лонгмедоу, Массачусетс, США.

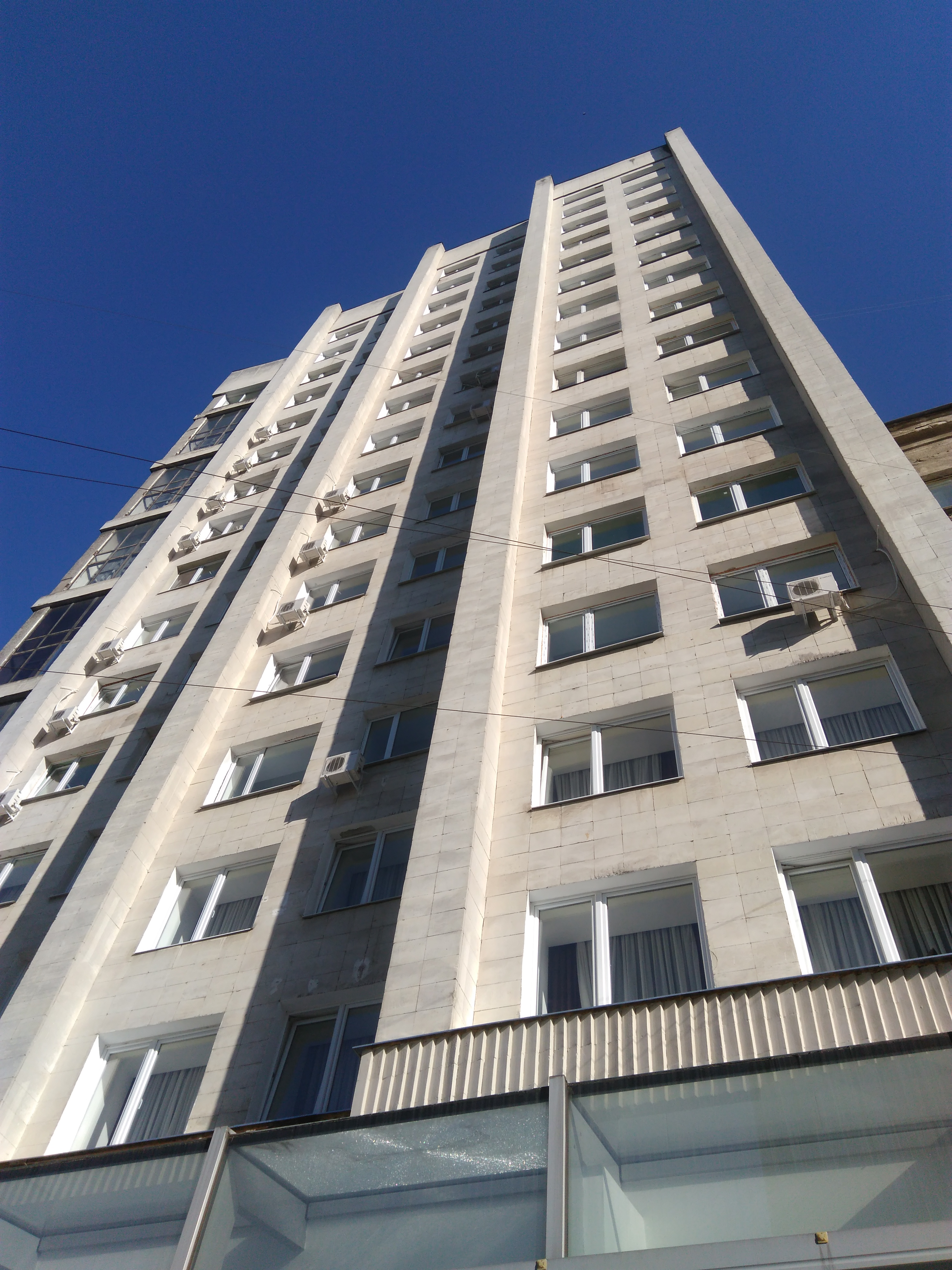
Готель «Харків»

## Вибрані споруди та проєкти

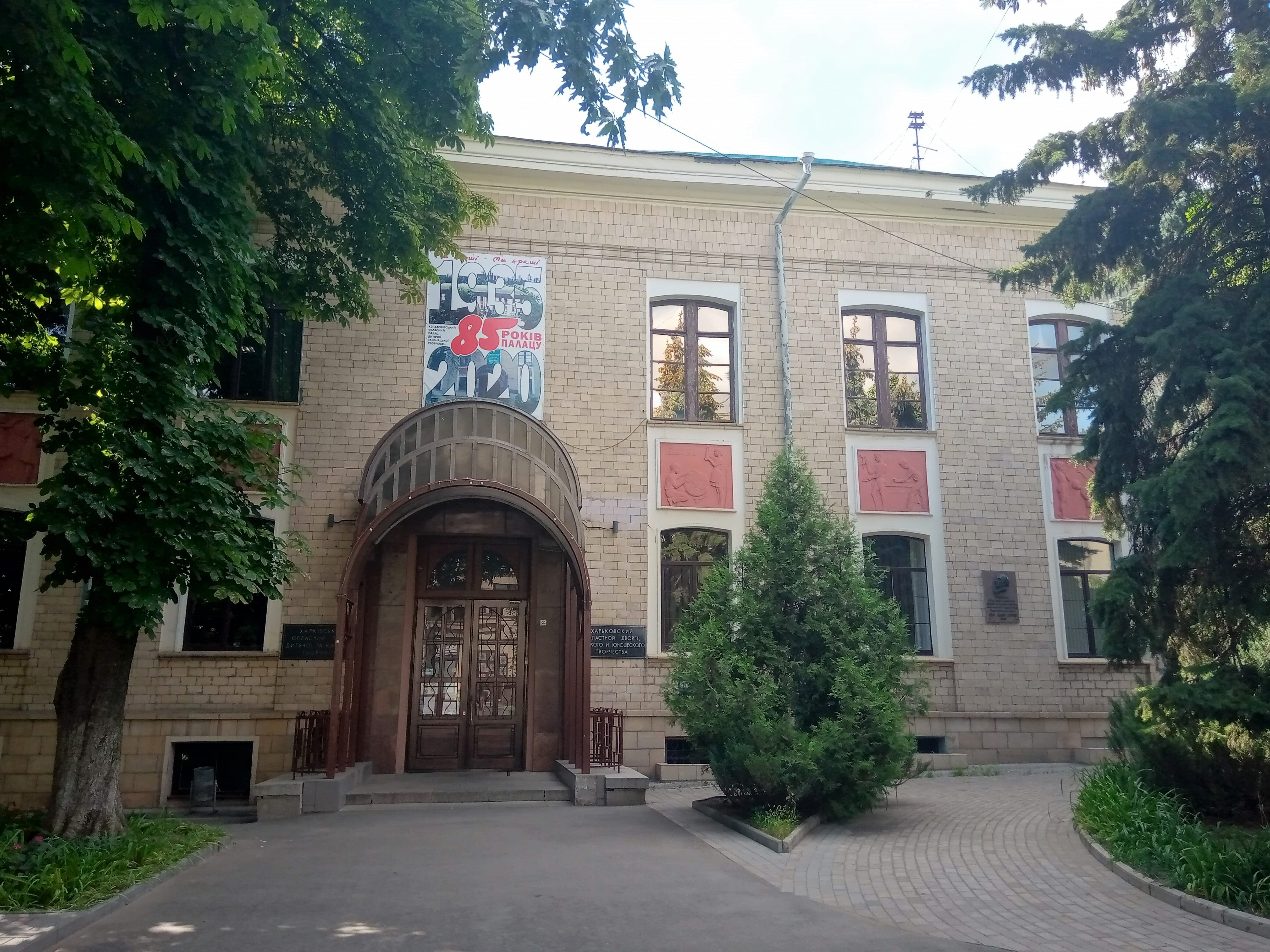
Палац Піонерів після реконструкції (вул. Сумська, 37; 1961)

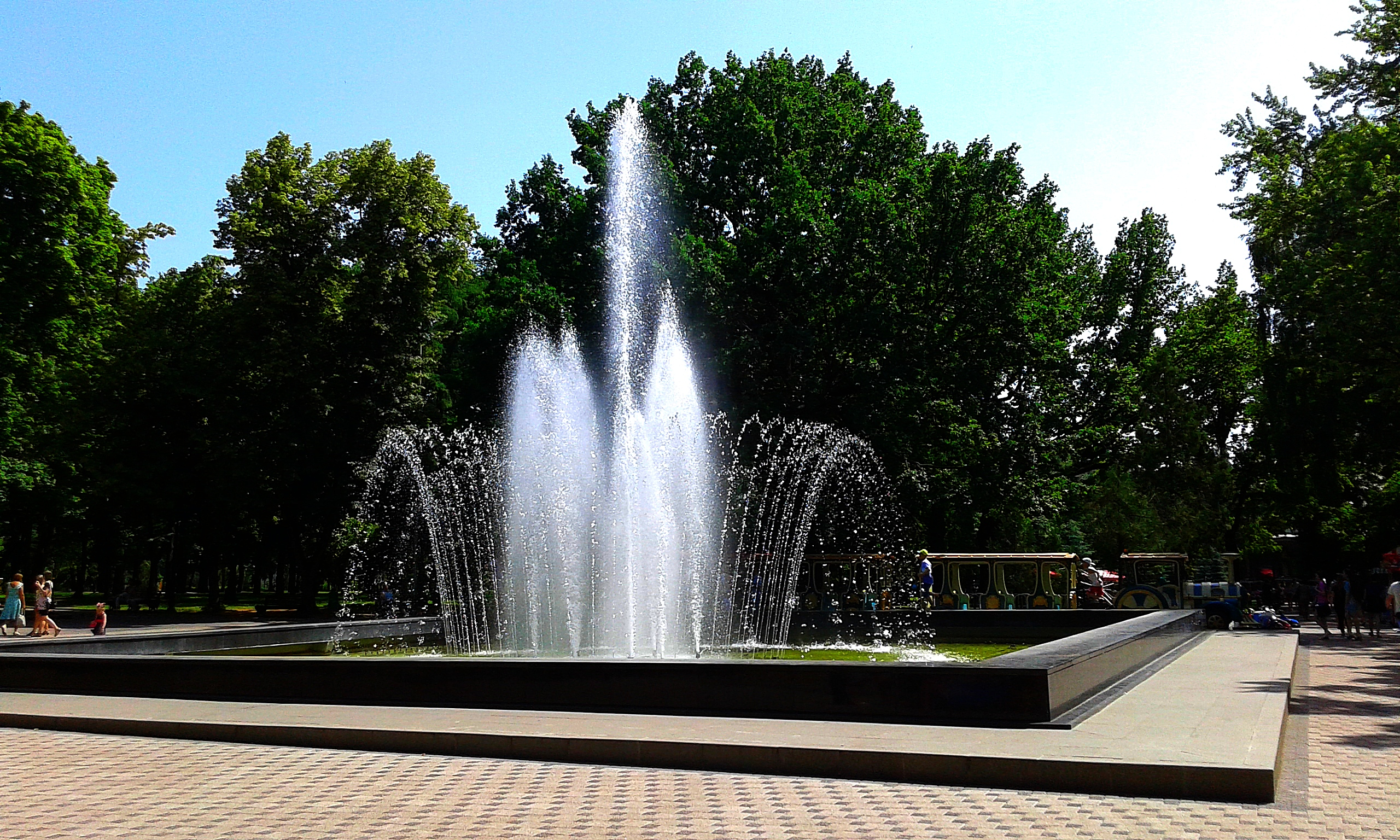
Фонтан у саду Шевченка до реконструкції

- Реконструкція Ветеринарного інституту в Палац Піонерів на вул. Сумській, 37 (1961)
- Будинок ресторану «Кристал» у саду Шевченка (1963)[3]
- Фонтан на центральній алеї саду Шевченка (1967)[4]
- Другий корпус Інституту інженерів комунального будівництва (разом з Г. В. Сіхарулідзе, 1968)[4]
- Колишній Будинок побуту «Центральний» на Полтавському Шляху (разом з Е. В. Лебедєвою та В. Л. Антоновим, 1972)[4]
- 16-поверховий корпус готелю «Харків» (разом з Н. С. Фурмановою, 1976)[4]
- Колишній Дім Політосвіти на проспекті Героїв Харкова (разом з А. В. Ткаченком та В. Г. Симонюком, 1979)[5] .
- Навчально-лабораторний корпус інституту громадського харчування на Клочківській (разом з Н. С. Фурмановою, за участю арх. І. Є. Попова, 1979)[4]
- Ряд багатоповерхових житлових будинків та забудова мікрорайонів № 247, 351.
- Окремі пам'ятники та меморіальні комплекси у районах Харківської області.